# كريس سن
كريس سن (بالإنجليزية: Chris Sun)‏ هو مخرج أفلام أسترالي.

## أعماله
من أعماله فيلم مزرعة تشارلي وفيلم بور.

## روابط فنية
كريس سن على موقع IMDb (الإنجليزية)
- كريس سن على موقع قاعدة بيانات الفيلم (الإنجليزية)